# 皮耶·尼內
皮耶·尼內（1989年3月13日—），是一名法國男演員，他以2014年的傳記電影《時尚大師聖羅蘭》中飾演設計師伊夫·圣洛朗而獲得凱薩獎最佳男主角獎。

## 電影作品
- 2011《法外見真情（法语：Les Neiges du Kilimandjaro (film, 2011)）》(Les Neiges du Kilimandjaro)
- 2013《我愛看美眉》(J'aime regarder les filles)
- 2013《20歲男孩的戀愛》(20 ans d'écart)
- 2014《時尚大師聖羅蘭》(Yves Saint Laurent)
- 2015《完美男人》(Un homme idéal)
- 2016《雙面法蘭茲》(Frantz)
- 2017《黎明的承諾》(La promesse de l'aube )
- 2021《黑盒線索》 （Boîte noire）
- 2023《方法之书》（Le Livre des solutions）

## 外部連結
- 皮耶·尼內在互联网电影资料库（IMDb）上的資料（英文）